# أنطونيو (لاعب كرة قدم)
أنطونيو (بالإسبانية: Antonio Jesús Regal Angulo)‏ هو لاعب كرة قدم إسباني في مركز الوسط، ولد في 24 ديسمبر 1987 في Herrera, Seville ‏ في إسبانيا. لعب مع إيسيخا بالومبيي وبوليديبورتيفو إيخيذو وريال بلد الوليد ونادي ألباسيتي ونادي كارتاخينا ونادي مليلية.

## وصلات خارجية
- أنطونيو على موقع قاعدة بيانات كرة القدم.إي يو (الإنجليزية)
- أنطونيو على موقع Soccerbase.com (لاعب) (الإنجليزية)
- أنطونيو على موقع Soccerway.com (الإنجليزية)
- أنطونيو على موقع عالم كرة القدم.نت (الإنجليزية)
- أنطونيو على موقع AS.com (الإسبانية)